# Villy-le-Bouveret
Villy-le-Bouveret település Franciaországban, Haute-Savoie megyében. Lakosainak száma 637 fő (2022. január 1.). Villy-le-Bouveret Cruseilles, Groisy, Menthonnex-en-Bornes és Vovray-en-Bornes községekkel határos.

## Népesség
A település népessége az elmúlt években az alábbi módon változott:
| Lakosok száma | 608  | 604  | 619  | 597  | 591  | 594  | 608  | 623  | 637  |
|               | 2013 | 2015 | 2016 | 2017 | 2018 | 2019 | 2020 | 2021 | 2022 |